# Alucita bidentata
Alucita bidentata är en fjärilsart som beskrevs av Scholz och Eberhard Jäckh 1994. Alucita bidentata ingår i släktet Alucita och familjen mångfliksmott, (Alucitidae). Inga underarter finns listade i Catalogue of Life.